# المنذر بن ساوى
المُنذِرُ بنُ ساوَى بنِ الأَخنَسِ العَبْدِي الدَّارِمِي التَّمِيمِي هو ملك إقليم البحرين في زمن رسول الله محمد، أما عن جاهليته فقد كان المنذر بن ساوى نصرانيًّا، إذ كان قومه نصارى، وتعتبر أخبار بن ساوى قبل إسلامه قليلة للغاية، ويبدأ ذكره في المصادر باستقبالهالعلاء بن الحضرمي يحمل رسالة النبي ﷺ.

## نسبه
هو: المُنذِرُ بنُ ساوَى بنِ الأَخْنَسِ بنِ بَيَانَ بنِ عَمْرِو بنِ عَبْدِ اللهِ بنِ زَيْدِ بنِ عَبْدِ اللهِ بنِ دَارِمَ بنِ مَالِكِ بنِ حَنْظَلَةَ بنِ مَالِكِ بنِ زَيْدِ مَنَاةَ بنِ تَمِيمَ بنِ مُرِّ بنِ إِدِّ بنِ طَابِخَةَ بنِ إِلْيَاسَ بنِ مُضَرَ بنِ نِزَارَ بنِ مَعَدِّ بنِ عَدْنَانَ. العَبْدِيُّ الدَّارِمِيُّ الحَنْظَلِيُّ التَّمِيمِيُّ

## إسلامه
بعث محمد ﷺ العلاء بن الحضرمي إلى المنذر بن ساوى، وكتب إليه رسول الله كتابًا يدعوه فيه إلى الإسلام، فكتب المنذر إلى رسول الله: «أما بعد، يا رسول الله فإني قرأت كتابك على أهل البحرين، فمنهم من أحب الإسلام وأعجبه ودخل فيه، ومنهم من كرهه، وبأرضي مجوس ويهود، فأحدث إليَّ في ذلك أمرك.»
فكتب إليه رسول الله:
«"بسم الله الرحمن الرحيم. من محمد رسول الله إلى المنذر بن ساوى سلام عليك، فإني أحمد إليك الله الذي لا إله إلا هو وأشهد أن لا إله إلا الله وأن محمدًا عبده ورسوله، أما بعد: فإني أذكرك الله  فإنه من ينصح فإنما ينصح لنفسه، وإنه من يطع رسلي ويتبع أمرهم فقد أطاعني، ومن نصح لهم فقد نصح لي، وإن رسلي قد أثنوا عليك خيرًا، وإني قد شفعتك في قومك فاترك للمسلمين ما أسلموا عليه، وعفوت على أهل الذنوب فاقبل منهم، وإنك مهما تصلح فلن نعزلك عن عملك، ومن أقام على يهودية أو مجوسية فعليه الجزية".» 
أما عن مواقفه مع الرسول فإنه لم يقابل المنذر رسول الله، ولم يكن في الوفد الذي حضر من البحرين لمقابلة رسول الله وإنما كتب إليه معهم بإسلامه.
ولكن كان بينهما خطابات يسأل فيها المنذر ويستشير رسول الله في بعض الأمور، منها معاملته لليهود والمجوس الذين لم يسلموا بأرض البحرين.

## من مواقفه مع الصحابة
وعن مواقفه مع الصحابة، فقد حضر عنده في مرضه عمرو بن العاص فقال له: «يا عمرو، هل كان رسول الله يجعل للمريض شيئًَا من ماله؟ قال: نعم، الثلث. قال: ماذا أصنع به؟ قال: إن شئت تصدقت به على أقربائك، وإن شئت على المحاويج، وإن شئت جعلته صدقة من بعدك حبسًا محرمًا. فقال: إني أكره أن أجعله كالبحيرة والسائبة والوصيلة والحام، ولكني أتصدق به. ففعل ومات، فكان عمرو بن العاص يتعجب منه.»
ومن الأحاديث التي رواها عن النبي: «عن زيد بن أسلم، عن المنذر بن ساوى أن النبي  كتب إليه أن افرض على كل رجلٍ ليس له أرض أربعة دراهم وعباءة» 

## وفاته
توفي محمد  والمنذر بن ساوى في سنة إحدى عشرة من الهجرة، فقد اشتكيا في شهر واحد، ثم مات المنذر بعد النبي بقليل 